# Wikivoyage

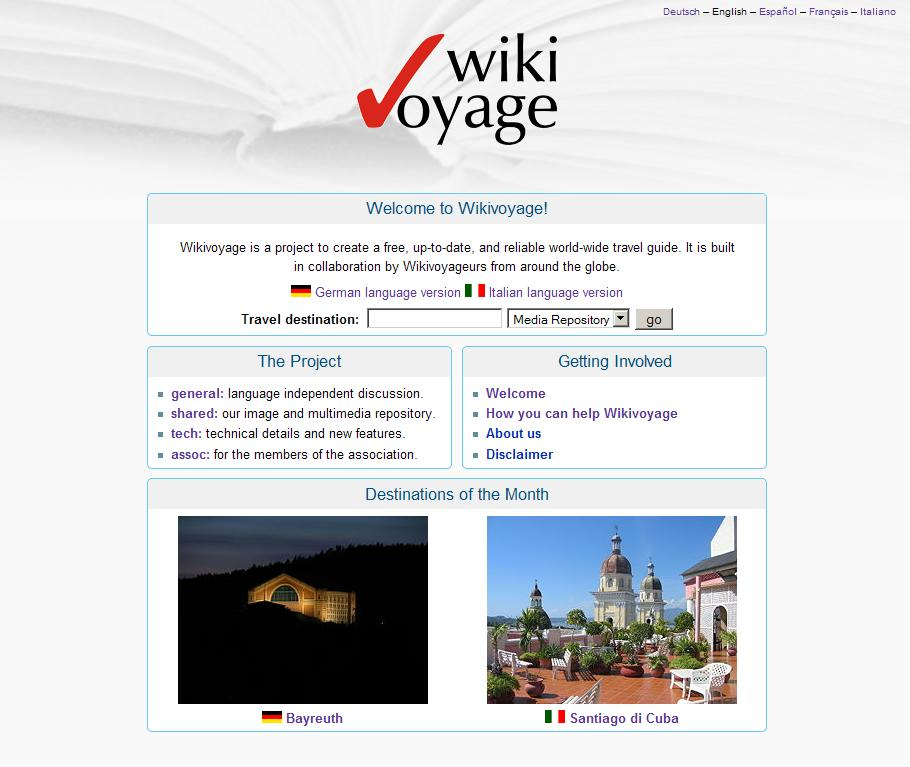
Skärmdump av engelskspråkiga Wikivoyage innan det togs över av Wikimedia Foundation.

Wikivoyage är en fri reseguide på flera språk, utvecklad av en användargemenskap. Reseguiden skrivs över Internet med wiki-teknik. Wikivoyage startades i september 2006 som en fork av Wikitravels tyskspråkiga version och fungerar sedan november 2012 som ett av Wikimedia Foundations projekt. Wikivoyage finns 2016 på 18 språk, bland annat svenska. Varje språkversion är självständig vad gäller innehåll och administration.

## Wikivoyage uppstår ur Wikitravel
Efter att under en lång tid ha varit missnöjda med Internet Brands hantering av Wikitravel, dess innehåll och användare, beslöt en stor del av de aktiva på den engelskspråkiga versionen av Wikitravel att skapa en fork av projektet. Genom en flytt i två steg gick den engelska språkversionen av Wikitravel samman med Wikivoyage, som skapats redan 2006 som fork av användare på den tyska språkversionen, under den senares namn. På samma sätt valde alla Wikivoyages språkversioner att senare gå över till Wikimedia Foundation, den stiftelse som står bakom Wikipedia. Efter diskussioner bland de respektive språkversionernas bidragsgivare och Wikimedia Foundation fördes hela Wikivoyage över till Wikimedia Foundation 15 januari 2013, vilket var på 12-årsdagen av Wikipedias födelse.